# Аннаберг (Нижня Австрія)
Аннаберг (нім. Annaberg (Niederösterreich)) — громада  (нім. Gemeinde)  в Австрії, у федеральній землі Нижня Австрія. 
Входить до складу округу Лілінфельд. Населення - 670 мешканців (на 31 грудня 2005). Площа - 63,48 км². Офіційний код — 31401. 

## Політична ситуація
Бургомістр громади — Петра Це (АНП) за результатами виборів 2005. 
Рада представників комуни (нім. Gemeinderat) складається з 15 місць. 
- АНП займає 11 місць.
- СДПА займає 4 місця.

## Галерея

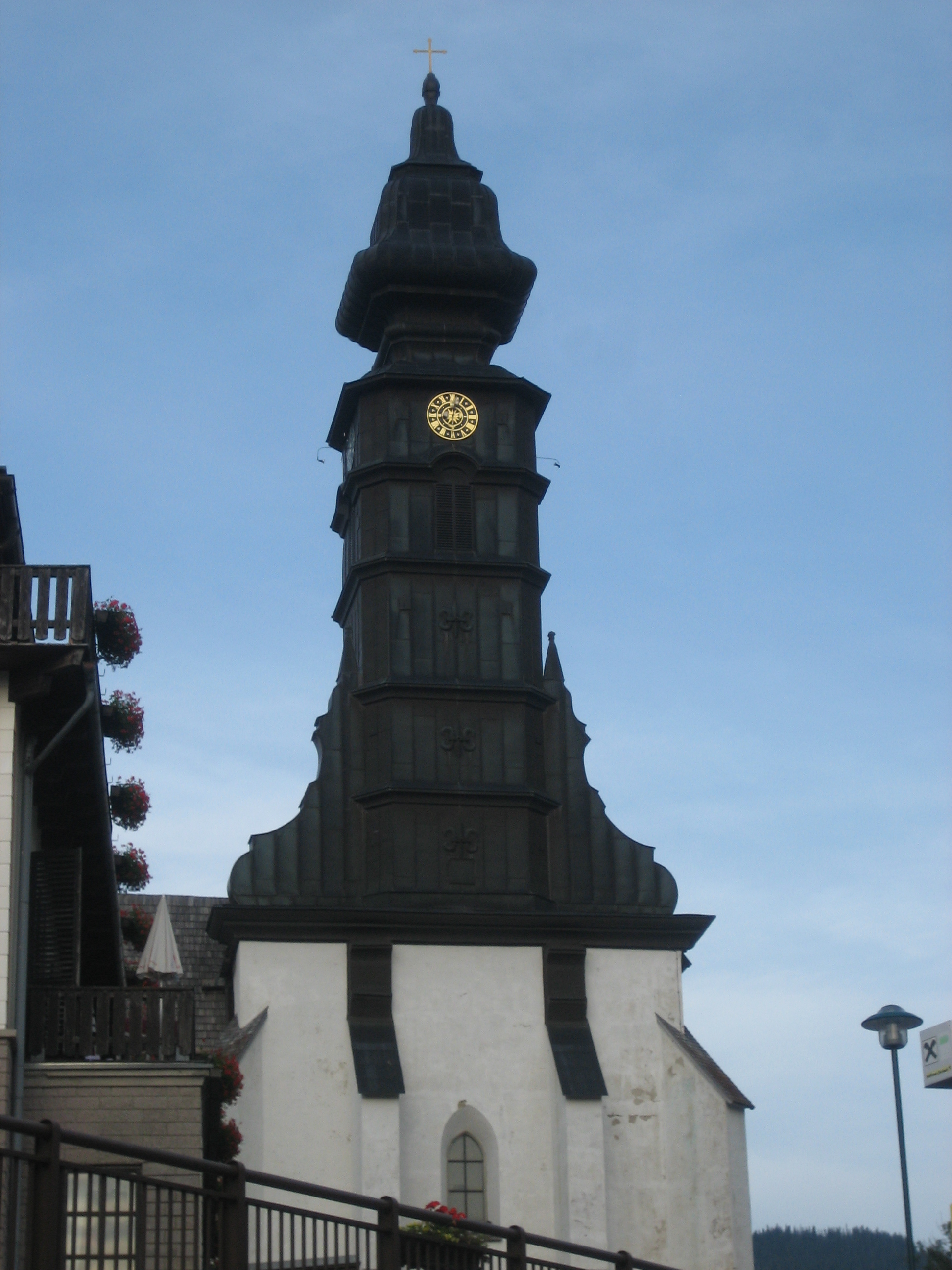
Римсько-католицька парафіяльна церква Аннабергу
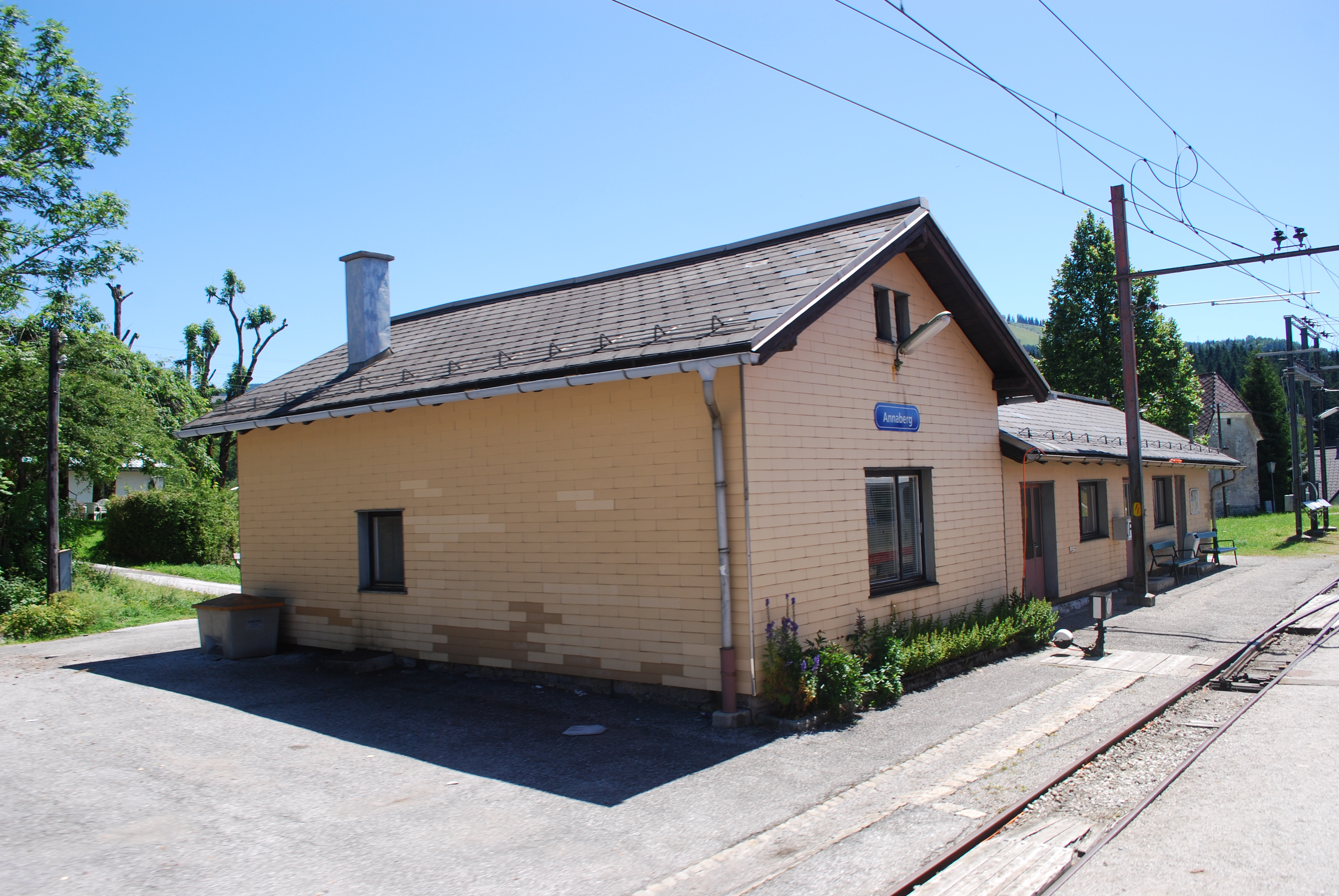
Вокзал Аннабергу